# غوس بيلي
غوس بيلي (بالإنجليزية: Gus Bailey)‏ مواليد 18 فبراير 1951 في غيبسون - الوفاة 28 نوفمبر 1988، كان لاعب كرة سلة أمريكي. بدأ مسيرته الاحترافية في سنة 1974. تم اختياره من قبل فريق هيوستن روكتس خلال الدرافت. بلغ طوله 6 قدم 5 بوصة (2.0 م). اعتزل اللعب في 1979.

## المسيرة الاحترافية
لعب مع هيوستن روكتس من سنة 1974 إلى 1976، ثم لعب مع يوتا جاز من سنة 1977 إلى 1979، ثم لعب مع واشنطن ويزاردز في سنة 1979.

## روابط خارجية
- غوس بيلي على موقع إن بي أي (الإنجليزية)
- غوس بيلي على موقع سبورتس رفرنس (الإنجليزية)
- غوس بيلي على موقع كلية كرة السلة في سبورتس رفرنس.كوم (الإنجليزية)
- غوس بيلي على موقع ريلجم (الإنجليزية)
- غوس بيلي على موقع بروبوليرز (الإنجليزية)